# Cécilia Castelli
Pour les articles homonymes, voir Castelli.
Cécilia Castelli est une écrivaine de langue française née en 1983 à Ajaccio.
Dans ses textes, le surnaturel et l'imaginaire se confondent avec le réel, avec poésie.

## Biographie
Après un Capes de Lettres, Cécilia Castelli enseigne la littérature, puis se tourne vers le milieu de la santé. Elle se consacre aujourd'hui à l'écriture. En 2024, elle est lauréate de la résidence d'écriture Villa Marguerite Duras, de l'Institut Français du Cambodge.

## Œuvres

### Romans
- 2019 : Mollusque, Le Serpent à Plumes •  (ISBN 979-1035610715)
- 2020 : Frères Soleil, Éditions Le Passage, 2020  (ISBN 978-2847424454)
- 2022 : Peupler la colline, Éditions Le Passage, 2022,  (ISBN 978-2847424881)

### Nouvelles
- 2018 : Le Triomphe du minuscule, Le Serpent à Plumes ; La Revue : Récits et fictions courtes
- 2021 : Abécédaire onirique, Faboula n°6 Hors-Série ; Fabulla
- 2022 : Pesciu Cane, Revue Gibraltar n°11, Un Pont entre deux Mondes
- 2022 : Drink me, Lewis Carroll, Livret Svià di u Vinu, Fabulla in Bocca
- 2024 : Apocalypse Gnangnan, Ours éditions

### Traductions
- 2022 : Plus heureuse que moi, tu meurs, de Joo Youngha, co-traduit du coréen avec Koo Moduk, Matin Calme •  (ISBN 978-2493386090)

## Récompenses et distinctions

### Sélections
- Mollusque, sélection du prix littéraire Coup de cœur 2019 des lycéens de Sceaux[3].
- Mollusque finaliste du prix Arte Mare 2020 du premier roman.
- Peupler la colline, sélection du prix des lecteurs de Corse[4], 2023.